# Eunice northioidea
Eunice northioidea är en ringmaskart som beskrevs av Moore 1903. Eunice northioidea ingår i släktet Eunice och familjen Eunicidae. Utöver nominatformen finns också underarten E. n. brevibranchiata.